# José Zamora (futbolista)
José Zamora Gonzales (Lima, 24 de enero de 1987) es un futbolista peruano. Juega de defensa y actualmente está sin equipo. Tiene 38 años y es hermano gemelo del también futbolista Marcelo Zamora.

## Trayectoria
Se inició en el Deportivo Zúñiga, luego pasó a Cienciano a los 18 años. Después estuvo en el Olímpico Somos Perú disputando la Copa Perú. Seguidamente fue uno de los refuerzos del club loretano ADO y finalmente ancló en el Colegio Nacional de Iquitos en la Etapa Nacional de la Copa Perú, con el cual logró ascender a la primera división.
El año 2010 llegó al Sporting Cristal donde jugó al lado del portero peruano José Carvallo, Luis Advíncula y Yoshimar Yotún, quienes fueron mundialistas en la Copa Mundial de Fútbol de 2018.

## Clubes
| Club                        | País | Año         |
| --------------------------- | ---- | ----------- |
| Colegio Nacional de Iquitos | Perú | 2008 - 2009 |
| Sporting Cristal            | Perú | 2010        |
| Colegio Nacional de Iquitos | Perú | 2011        |
| Los Caimanes                | Perú | 2012        |
| Unión Comercio              | Perú | 2012        |
| Colegio Nacional de Iquitos | Perú | 2013        |
| Pacífico FC                 | Perú | 2014        |
| San Simón                   | Perú | 2015        |
| Alfredo Salinas             | Perú | 2016        |
| Deportivo Hualgayoc         | Perú | 2017        |
| Alfonso Ugarte              | Perú | 2019        |